# گربه قلابی
گربه قلابی (انگلیسی: Counterfeit Cat) یک مجموعه تلویزیونی انیمیشنی بریتانیایی - کانادایی است که توسط Wildseed Kids و Tricon Kids & Family با همکاری تله تون و با مشارکت دیزنی اکس دی ساخته شده‌است. این سریال برای اولین بار در تاریخ ۱۲ مه ۲۰۱۶ در انگلستان از دیزنی اکس دی در پخش شد، در ایالات متحده اولین قسمت با پخش پیش پرده در تاریخ ۳۱ مه ۲۰۱۶ از دیزنی اکس دی پخش گردید و به‌طور رسمی در ۲) ژوئن، ۲۰۱۶ از شبکه تله تون در کانادا پخش گردید، این انیکیشن در ایالات متحده آمریکا از شبکه دیزنی با گروه سنی TV-Y7 پخش گردید.